# Rosanne Katon
Rosanne Katon, née à New York (États-Unis) le 5 février 1954, est une actrice et mannequin de charme américaine.

## Biographie
Rosanne Katon a été playmate du magazine Playboy du mois de septembre 1978. La photo centrale est de Mario Casilli.

## Filmographie partielle

### Au cinéma
- 1980 : Nuits de cauchemars (Motel Hell) de Kevin Connor
- 1982 : Casting de Arthur Joffé
- 1985 : Harem de Arthur Joffé

### À la télévision
- 1989 : Peter Gunn de Blake Edwards

## Distinctions
- Miss Golden Globe en 1981.